# Armenia na Mistrzostwach Świata w Narciarstwie Alpejskim 2007
Armenia na Mistrzostwach Świata w Narciarstwie alpejskim była reprezentowana przez siedmiu zawodników (mężczyźni). Nie zdobyli oni żadnego medalu.

## Zawodnicy
Mężczyźni
Arman Harutyunyan
- Slalom gigant – odpadł w kwalifikacjach

Arsen Nersisyan
- Slalom gigant – odpadł w kwalifikacjach
- Slalom – odpadł w kwalifikacjach

Arsen Poghosyan
- Slalom gigant – odpadł w kwalifikacjach

Abraham Sarkakhyan
- Slalom gigant – odpadł w kwalifikacjach
- Slalom – odpadł w kwalifikacjach